# Cetyně
Cetyně település Csehországban, a Příbrami járásban. Cetyně Bukovany, Smolotely, Pečice, Zbenice, Bohostice és Kozárovice településekkel határos. Lakosainak száma 152 fő (2024. január 1.).

## Népesség
A település lakosságának változását az alábbi diagram mutatja:
| Lakosok száma | 299  | 225  | 226  | 171  | 180  | 146  | 153  | 157  | 148  | 152  |
|               | 1869 | 1900 | 1921 | 1961 | 1980 | 2011 | 2016 | 2019 | 2021 | 2024 |